# مکانوفیلیا

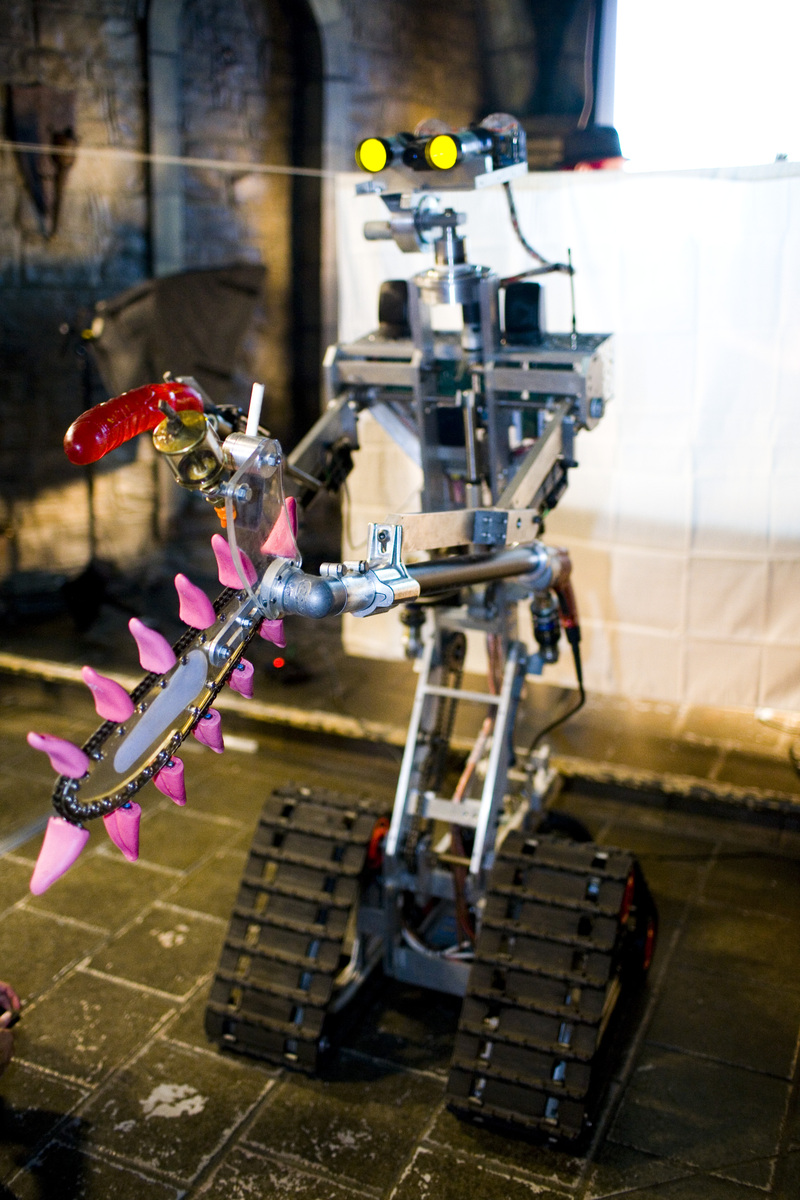
«فاکزیلا»، یک ساخته مکانوفیلیا در کنفرانس سالانه آرسه الکترونیکا.

مکانوفیلیا (به انگلیسی: Mechanophilia)، مکافیلیا (به انگلیسی: mechaphilia) یا ماشین‌آلات‌دوستی نوعی انحراف جنسی است که شامل جاذبه جنسی به ماشین‌هایی مانند دوچرخه، وسایل نقلیۀ موتوری، بالگرد، کشتی و هواپیما است.
مکانوفیلیا در برخی کشورها به عنوان یک جرم تلقی می‌شود و مرتکب‌شدگان آن پس از پیگرد قانونی در فهرست مجرمان جنسی قرار می‌گیرند. موتورسیکلت‌ها اغلب به عنوان نماد فتیش جنسی برای افراد مکانوفیلیا به کار می‌روند.

## وقایع
در سال ۲۰۱۵ مردی در تایلند با دوربین مداربسته در حال خودارضایی در قسمت جلویی یک پورشه دستگیر شد.
در سال ۲۰۰۸ یک آمریکایی به نام ادوارد اسمیت (Edward Smith) اعتراف کرد که با ۱۰۰۰ اتومبیل و بالگردی که در برنامۀ تلویزیونی گرگ آسمان استفاده شده‌ آمیزش جنسی داشته‌است.

## درگاه
درگاه سکس‌شناسی